# Tjeckiens premiärminister
Republiken Tjeckiens premiärminister (Tjeckiska: Předseda vlády České republiky) är regeringschef i Tjeckien. Premiärministern är de facto ledare för den verkställande makten, är ordförande under regeringens sammanträden and utser/avsätter regeringens ministrar.
Premiärministern utses av Tjeckiens president och innehar ämbetet endast så länge han eller hon behåller och styr över majoriteten i Tjeckiens deputeradekammare. Premiärministern är därför oftast också ledare för det största partiet eller koalitionen i deputeradekammaren.
Den nuvarande premiärminister, Petr Fiala, partiledare för Medborgardemokraterna, utsågs av president Miloš Zeman den 28 november 2021 och tillträdde ämbetet den 17 december 2021 efter parlamentsvalet 2021.
Posten inrättades efter att Tjeckoslovakien delats och Tjeckien utropats som självständig republik 1993.

## Befogenheter och funktion
Tjeckien är en parlamentarisk republik och premiärministern och regeringen är ansvariga inför deputeradekammaren, underhuset i landets parlamentet. Tjeckiens konstitution stipulerar att premiärministern måste ha stöd i deputeradekammaren inför sitt tillträde och därefter under hela sin regeringsperiod. Om premiärminister blir misstroendeförklarad av deputeradekammaren måste den omedelbart lämna in sin avskedsansökan och presidenten måste därefter utse en ny premiärminister.
Premiärministern är landets mäktigaste position eftersom densamma både leder och utövar makten över regeringen. Presidenten utser premiärministern som i sin tur utser ministrarna i regeringen.

## Residens
Premiärministerns officiella residens är Kramářova vila. Residenset är beläget på adressen Gogolova 212/1 i distriktet Hradčany i Prag.
Byggnaden byggdes mellan 1911 och 1914. Det ritades av Wien-baserade arkitekten Friedrich Ohmann.

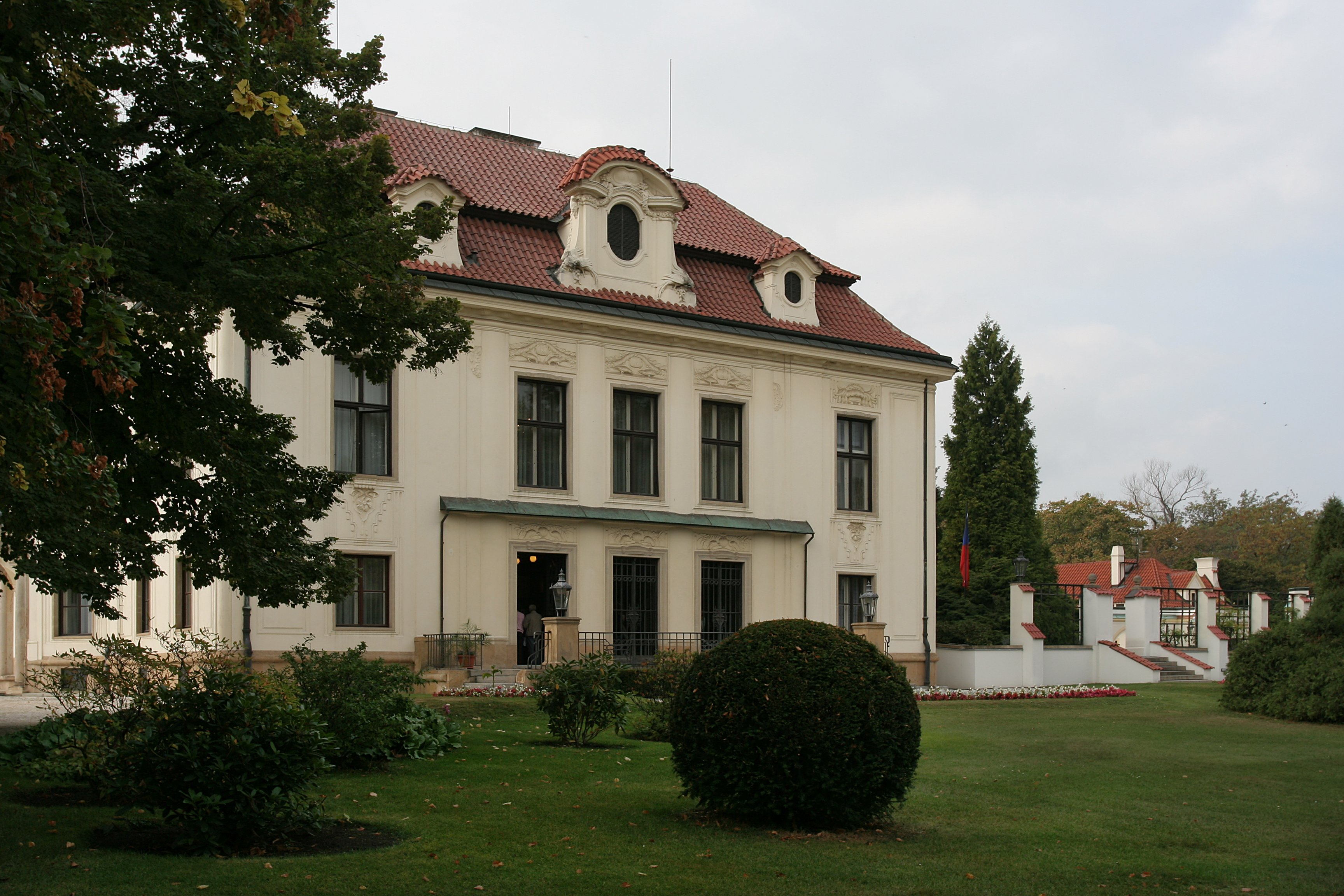
Kramářova vila sedd från trädgården.
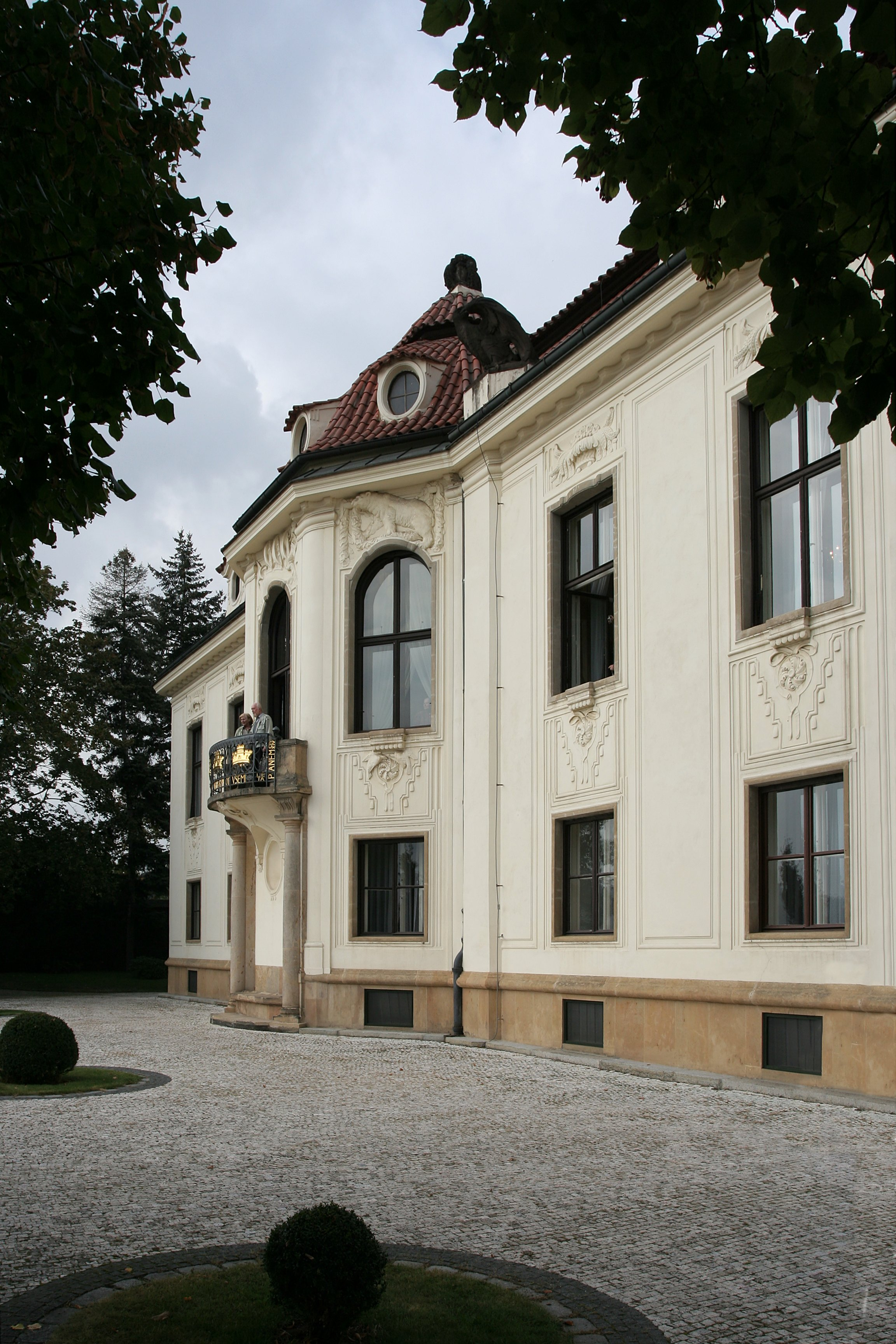
Vy från trädgården.
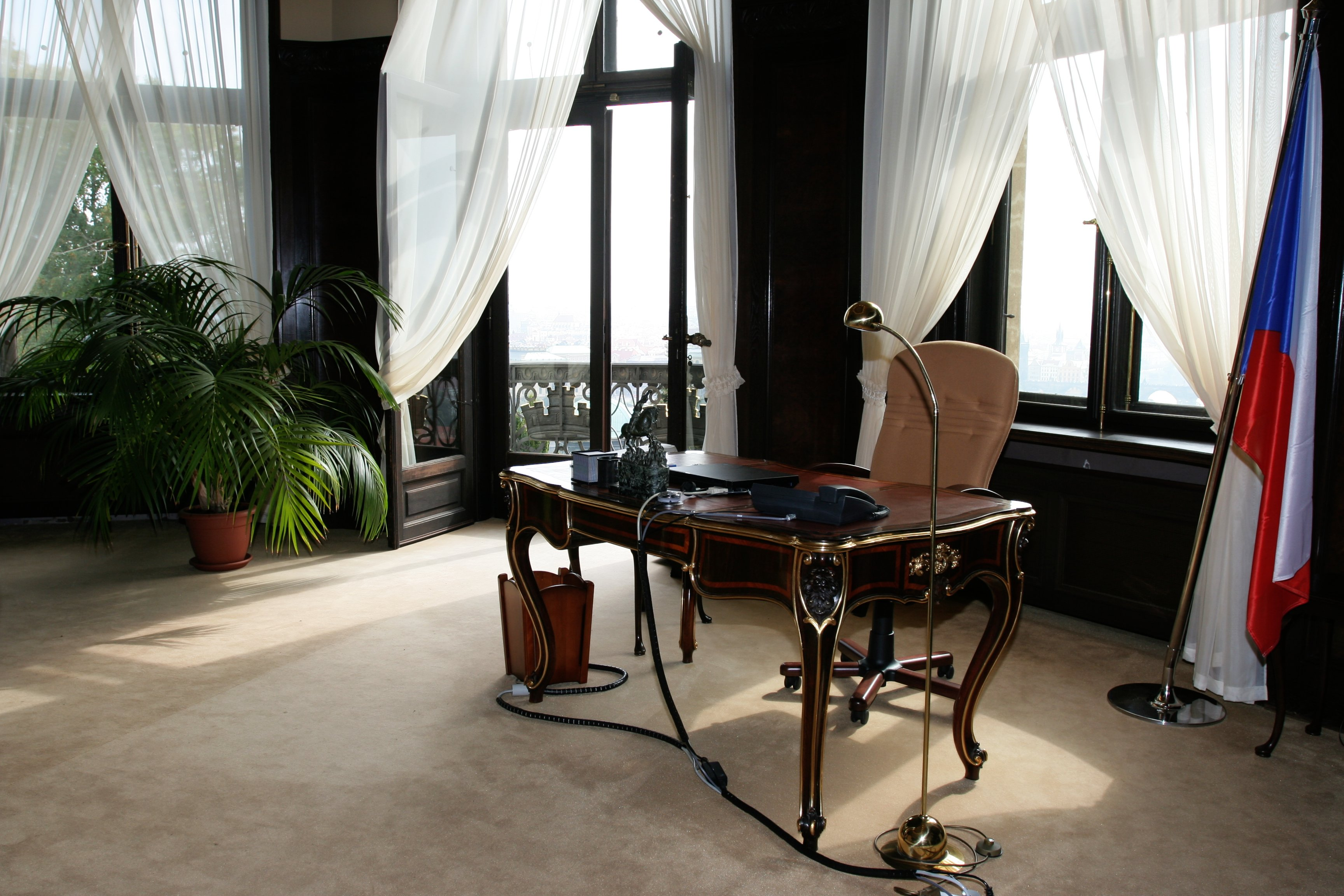
Premiärministerns kontor i residenset.

## Lista över Tjeckiens premiärministrar[2]
Politiskt parti:
      ODS
      Obunden
      ČSSD
      ANO 2011
| Nr | Porträtt       | Namn (Född-Död)            | Mandatperiod     | Mandatperiod     | Mandatperiod | Politiskt parti                    | Ministär            | Ministär                                                 | Deputeradekammaren |
| Nr | Porträtt       | Namn (Född-Död)            | Tillträdde       | Avgick           | Antal dagar  | Politiskt parti                    | Ministär            | Ministär                                                 | Deputeradekammaren |
| -- | -------------- | -------------------------- | ---------------- | ---------------- | ------------ | ---------------------------------- | ------------------- | -------------------------------------------------------- | ------------------ |
| 1  |                | Václav Klaus (f. 1941)     | 2 juli 1992      | 4 juli 1996      | 1994         | Medborgardemokraterna              | I                   | ODS – KDU-ČSL – ODA – KDS                                | 1 (1992)           |
| 1  | 4 juli 1996    | Václav Klaus (f. 1941)     | 17 december 1997 | II               | 1994         | Medborgardemokraterna              | ODS – KDU-ČSL – ODA | 2 (1996)                                                 |                    |
| 2  |                | Josef Tošovský (f. 1950)   | 17 december 1997 | 17 juli 1998     | 212          | Obunden                            | I                   | ODS – KDU-ČSL – ODA                                      | 2 ( ···· )         |
| 3  |                | Miloš Zeman (f. 1944)      | 17 juli 1998     | 12 juli 2002     | 1456         | Tjeckiens socialdemokratiska parti | I                   | ČSSD                                                     | 3 (1998)           |
| 4  |                | Vladimír Špidla (f. 1951)  | 12 juli 2002     | 26 juli 2004     | 745          | Tjeckiens socialdemokratiska parti | I                   | ČSSD – KDU-ČSL – US–DEU                                  | 4 (2002)           |
| 5  |                | Stanislav Gross (f. 1969)  | 26 juli 2004     | 25 april 2005    | 273          | Tjeckiens socialdemokratiska parti | I                   | ČSSD – KDU-ČSL – US–DEU                                  | 4 ( ···· )         |
| 6  |                | Jiří Paroubek (f. 1952)    | 25 april 2005    | 4 september 2006 | 466          | Tjeckiens socialdemokratiska parti | I                   | ČSSD – KDU-ČSL – US–DEU                                  | 4 ( ···· )         |
| 7  |                | Mirek Topolánek (f. 1956)  | 4 september 2006 | 9 januari 2007   | 977          | Medborgardemokraterna              | I                   | ODS                                                      | 5 (2006)           |
| 7  | 9 januari 2007 | Mirek Topolánek (f. 1956)  | 8 maj 2009       | II               | 977          | Medborgardemokraterna              | ODS – KDU-ČSL – SZ  | 5 ( ···· )                                               |                    |
| 8  |                | Jan Fischer (f. 1951)      | 8 maj 2009       | 13 juli 2010     | 431          | Obunden                            | I                   | ODS – ČSSD – SZ                                          | 5 ( ···· )         |
| 9  |                | Petr Nečas (f. 1964)       | 13 juli 2010     | 10 juli 2013     | 1093         | Medborgardemokraterna              | I                   | ODS – TOP 09 – VV senare utbytt mot LIDEM                | 6 (2010)           |
| 10 |                | Jiří Rusnok (f. 1960)      | 10 juli 2013     | 29 januari 2014  | 203          | Obunden                            | I                   | Obundna                                                  | 6 ( ···· )         |
| 11 |                | Bohuslav Sobotka (f. 1971) | 29 januari 2014  | 13 december 2017 | 1414         | Tjeckiens socialdemokratiska parti | I                   | ČSSD – ANO 2011 – KDU-ČSL                                | 7 (2013)           |
| 12 |                | Andrej Babiš (f. 1954)     | 13 december 2017 | 27 juni 2018     | 1465         | ANO 2011                           | I                   | ANO 2011                                                 | 8 (2017)           |
| 12 | 27 juni 2018   | Andrej Babiš (f. 1954)     | 17 december 2021 | II               | 1465         | ANO 2011                           | ANO 2011 – ČSSD     |                                                          | 8 (2017)           |
| 13 |                | Petr Fiala (f. 1964)       | 17 december 2021 | Nuvarande        | 1323         | Medborgardemokraterna              | I                   | SPOLU (ODS – KDU-ČSL – TOP 09) – PirStan (STAN – Piráti) | 9 (2021)           |

## Källa
1. ↑  ”Kramářova vila” (på engelska). Tjeckiens regering. 2 oktober 2006. http://www.vlada.cz/en/urad-vlady/dalsi-objekty/kramars-villa-19318/. Läst 24 maj 2022.
2. ↑  Czech Republic, rulers.org, läst 2021-01-24